# Funiculaire du mont Royal

Le funiculaire du mont Royal était un funiculaire qui conduisait au sommet du mont Royal à Montréal, de 1885 à 1918.
Il partait du sud-est de la montagne, au-dessus de l'avenue Duluth, pour se rendre jusqu'à l'observatoire de l'est.
L'ascension, en deux étapes, coûtait 5 cents par adulte et 3 cents par enfant.
Déclaré dangereux en 1918, en raison de la fragilisation de sa structure, il fut fermé puis démonté en 1920.

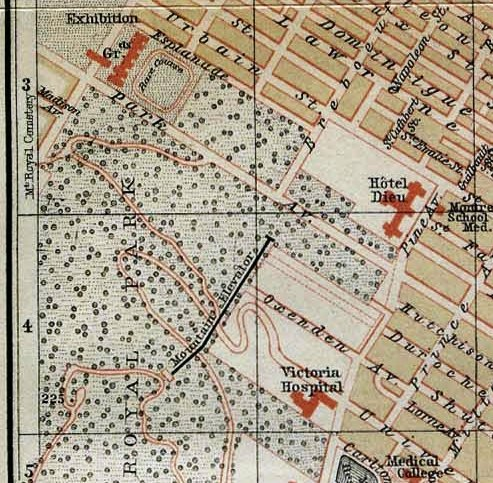
Carte de Montréal, 1894
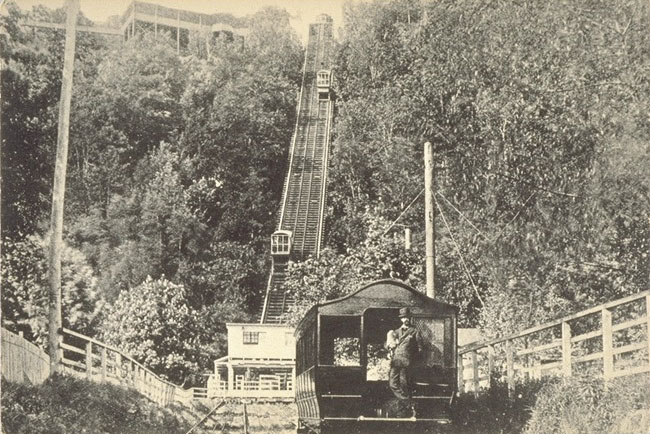
Carte postale, 1900
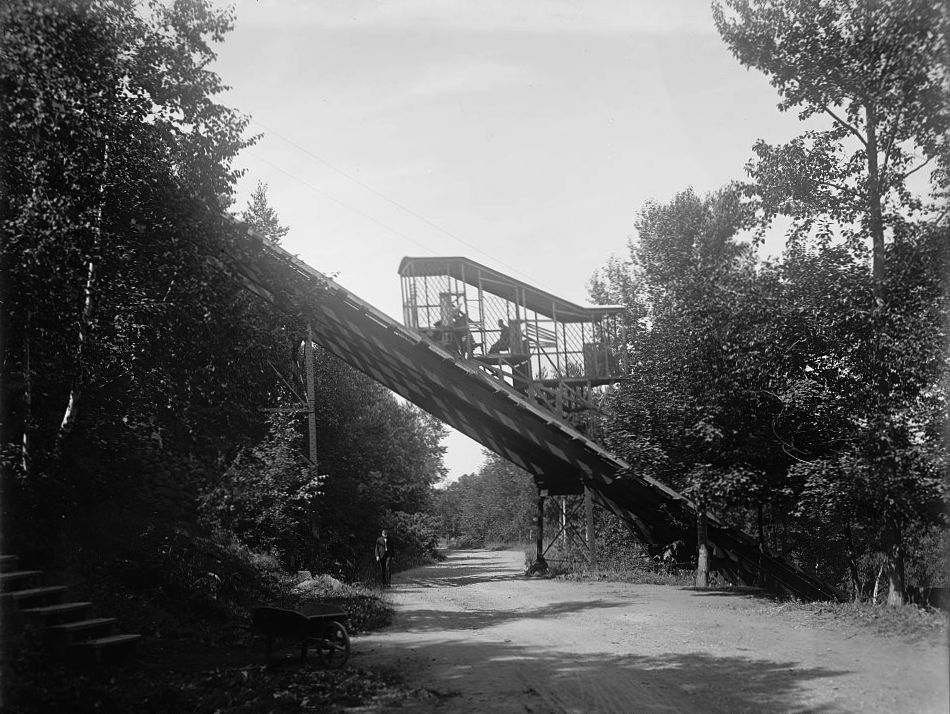
Profil, 1900

Pour continuer à gravir le mont Royal, une voie de tramway, ouverte en 1924, est à l'origine de la voie Camillien-Houde qu'utilisent les automobiles depuis 1958.